# Werner Thissen
Pour les articles homonymes, voir Thissen.
Werner Thissen, né le 3 décembre 1938 à Clèves (province de Rhénanie, Reich allemand) et mort le 15 avril 2025 à Hambourg, est un prélat catholique allemand, évêque auxiliaire de Münster de 1999 à 2002 puis archevêque de Hambourg de 2002 à 2014.

## Biographie

### Formation et prêtrise
Après ses études secondaires, Werner Thissen étudie l'économie au Collège Augustinianum de Gaesdonck (de) à Cologne puis étudie la théologie et la philosophie catholique à l'université de Münster. Pendant ses études, il est un membre actif de l'Association catholique des étudiants de Münster (KV). 
Le 29 juin 1966, il est ordonné prêtre à Münster.
Par la suite, il est nommé aumônier du Collegium Johanneum, de 1969 à 1971, puis chancelier du séminaire du diocèse de Münster de 1971 à 1977. En 1974, il obtient son doctorat en théologie avec une thèse sur l'Évangile de Marc.
En 1977, il devient membre du Conseil du clergé. En 1984, il est nommé résident canon de la cathédrale Saint-Paul de Münster. En 1986, il est nommé vicaire général par Reinhard Lettmann.

### Épiscopat
Le 16 avril 1999, le pape Jean-Paul II le nomme évêque titulaire de Scampa (de) et évêque auxiliaire de Münster. Il est consacré le 24 mai 1999 par Reinhard Lettmann, assisté d'Alfons Demming et Henry Janssen. Il choisit alors comme devise : « In Christo nova creatura  » (« Dans le Christ, une nouvelle création »).
En 2000, il est nommé grand officier de l'ordre équestre du Saint-Sépulcre par le cardinal Carlo Furno, Grand Maître de l'ordre, et est investi le 7 octobre 2000 par Anton Schlembach, grand prieur de la lieutenance allemande.
Le 22 novembre 2002, il est nommé archevêque de Hambourg par le pape Jean-Paul II. L'inauguration officielle a lieu le 25 janvier 2003.
Le 21 mars 2014, alors qu'il vient d'atteindre ses 75 ans, sa démission est acceptée par le pape François.

### Mort
Werner Thissen meurt le 15 avril 2025 à Hambourg à l’âge de 86 ans.